# Elisabeth Söderberg
Elisabeth Söderberg (* 21. Jänner 1912 in Wien, Österreich-Ungarn als Elisabeth Weixlgärtner; † 9. März 1991 in Göteborg, Schweden) war eine österreichisch-schwedische Malerin, Grafikerin und Schriftstellerin.

## Leben und Werk
Elisabeth Weixlgärtner war die Tochter der Bildhauerin und Grafikerin Pepi Weixlgärtner und des Kunsthistorikers Arpad Weixlgärtner. Sie studierte an der Wiener Kunstgewerbeschule bei Franz Čižek und ab 1927 an der Akademie der bildenden Künste Wien bei Karl Sterrer, Wilhelm Dachauer und Ferdinand Andri. 1932 schloss sie ihr Studium mit dem Diplom ab. Von 1932 bis 1937 war sie als freischaffende Künstlerin in Wien tätig. Nach dem Anschluss Österreichs 1938 wurde sie aus der Österreichischen Künstlervereinigung ausgeschlossen. 1939 emigrierte sie nach Schweden, wo sie 1942 Karl Söderberg heiratete. Ab 1950 unterrichtete sie als Kunstlehrerin in Stockholm, von 1951 bis 1957 in Kungälv und von 1957 bis 1977 an der Universität Göteborg.
Elisabeth Söderberg schuf religiöse und profane Wandgemälde, unter anderem für über 60 Kirchen in Schweden, Entwürfe für Bildteppiche und Kirchenfenster sowie Illustrationen für zahlreiche Bücher. Sie war auch als Emailleurin tätig und entwickelte zusammen mit ihrer Mutter eine neue Technik für Emailarbeiten. Ihr Stil entwickelte sich ausgehend vom spätimpressionistischen Naturabbild zunehmend in Richtung Abstraktion. Ihre religiöse Kunst und Kirchentextilien wurden auf Ausstellungen unter anderem im Vatikan, in Wien, Frankfurt am Main, Zürich und Washington D. C. gezeigt. 1952 erhielt sie den ersten, zweiten und dritten Preis bei einem Wettbewerb über skandinavische religiöse Kunst in Stockholm.

## Literarische Werke
- Euthanasie-Ökumene: Unrealistisch, realistisch. Europäischer Verlag, Wien 1969
- Otto von Habsburg: Spiel eines Traumes. Bläschke, Darmstadt 1975
- Ballade: ein kritisches Spiel. Bläschke, Darmstadt 1975
- Nicht Publikumsbeschimpfung: kritische Kulturgespräche. Bläschke, Darmstadt 1975